# برنهارد شريدر
برنهارد شريدر (بالألمانية: Bernhard Schrader)‏ هو كيميائي ألماني، ولد في 15 مارس 1931 في كفيدلينبورغ في ألمانيا، وتوفي في 8 يناير 2012 في إسن في ألمانيا.